# Bevers (geslacht)
Bevers (Castor) zijn het enige recente geslacht van de familie beverachtigen (Castoridae). Het ontwikkelde zich 5 miljoen jaar geleden. De wetenschappelijke naam Castor werd in 1758 gepubliceerd door Carl Linnaeus in Systema naturae. Bevers zijn vooral bekend als dammenbouwers.

## Kenmerken
Bevers zijn na de Zuid-Amerikaanse capibara de grootste knaagdieren ter wereld. Ze kunnen worden herkend aan hun donkerbruine pels, korte poten en platte staart. Ze zijn enigszins plomp gebouwd, ongeveer 1 meter lang (exclusief de staart van ± 30 cm), en hebben een gewicht tot 30 kg.
Duiken en zwemmen kunnen bevers als de besten, maar op het land kunnen ze zich niet echt snel voortbewegen. Ze kunnen met gemak 5 minuten onder water blijven. Hun achtervoeten hebben vijf tenen met daartussen zwemvliezen. De tweede achtervoetteen heeft een kleinere dubbele nagel, die gebruikt wordt bij het schoonmaken van de vacht. De horizontaal afgeplatte, geschubde staart is 12 tot 15 cm breed en wordt gebruikt om alarmsignalen te geven door ermee op het water te slaan, om mee te sturen tijdens het zwemmen en als metselwerktuig. Bevers hebben 20 wortelloze tanden en kiezen. De snijtanden zijn beitelachtig en hebben een oranjerode buitenste glazuurlaag. De hersenen zijn in vergelijking met die van andere knaagdieren buitengewoon goed ontwikkeld.
Bevers leven in Europa, Azië en Noord-Amerika.

## Soorten
Castor canadensis werd soms als ondersoort van Castor fiber beschouwd, maar vrijwel alle onderzoekers onderscheiden ze nu als twee aparte soorten. Daarnaast zijn er nog drie soorten die alleen van fossielen bekend zijn. De soorten zijn:
- †Castor andersoni
- †Castor californicus
- Castor canadensis – Canadese bever
- Castor fiber – Europese bever
- †Castor zdanskyi

## Voeding
Bevers eten uitsluitend plantaardig materiaal. Het menu bestaat onder andere uit oeverplanten, riet, wortelstokken van waterlelies, jonge twijgen, bladeren en boomschors. In de zomer eten ze vooral kruiden en waterplanten.
De bomen die bevers doorknagen, zijn bij voorkeur 8–20 cm in diameter, van de soorten wilg en populier (vooral ratelpopulier), en in mindere mate ook berk en kers. Naaldbomen, die voor de mens grote gebruikswaarde hebben, vermijden ze bijna altijd. Ze geven de voorkeur aan bomen die dicht bij het water staan. Een 8 cm dikke wilg is in vijf minuten doorgeknaagd, aan grotere bomen werken ze verschillende nachten achter elkaar. Volgens waarnemingen moest een groep bevers zelfs enkele maanden werken om een 85 cm dikke populier te vellen. Elke bever knaagt per jaar 200-300 dunne populierenstammen door. Op een halve hectare land vindt een beverkolonie 1-1½ jaar lang voedsel. Aan dikke bomen werken vaak twee bevers tegelijk, waarbij meestal de een knaagt en de andere op de uitkijk staat.
Een gevelde boom wordt in stukken geknaagd, hoe dikker de boom hoe korter de stukken. Voor zover de schors nog te eten is, schillen ze deze af en eten hem op. Bevers houden geen winterslaap en als het water dichtgevroren is, moeten ze twijgjes en schors eten die ze in de zomer hebben verzameld.

## De beverburcht
Aan grote rivieren die te breed zijn om een dam in te bouwen, nemen bevers genoegen met een eenvoudig hol in de oever met minstens 2, maar vaak wel 4 of 5 ingangen, die steeds onder water liggen. In de oever wordt een verblijf, 'ketel', gebouwd, dat ongeveer 1,20 meter breed en 40–50 cm hoog is en dat aan de binnenkant zeer zorgvuldig glad is gemaakt. Als de waterspiegel van de rivier stijgt, moet ook de vloer van het woonhol verhoogd worden. Daartoe schraapt of knaagt de bever eenvoudig aarde af van het plafond. Gewoonlijk is het dak van de burcht zo sterk dat verscheidene mensen erop kunnen staan. Als de vloer echter aanzienlijk moet worden verhoogd, versterkt de bever de burcht door takken op het oppervlak te stapelen en een echte berg te bouwen. De burcht kan ten slotte als een eiland in het water komen te liggen.
Een enkele maal leggen bevers hun burchten ook midden in een stuwbekken aan, door met water verzadigde takken en modder op te hopen tot het kunstmatige eiland dat 1 à 2 meter boven de waterspiegel uitsteekt. Vervolgens wordt het eiland uitgehold en van een ketel en gangen voorzien. Vooral in noordelijke streken dicht de bever zijn burcht zorgvuldig af met modder en leem. In het midden van het plafond blijft echter vaak een kleine ventilatieopening. In strenge winters ziet men de damp als een kleine rookpluim uit de top van de burcht opstijgen. Oude burchten bezitten verscheidene verdiepingen, zodat de nestkamer altijd 20 cm boven de waterspiegel ligt. Voor de meeste roofdieren zijn de burchten ontoegankelijk en zelfs als een beer van bovenaf erin doordringt, zijn de bevers door hun benedengangen al lang in het water verdwenen en weggedoken.
De grootste beverburcht ter wereld, in het nationaal park Wood Buffalo, is vanuit de ruimte te zien en is zo'n 800 meter lang.

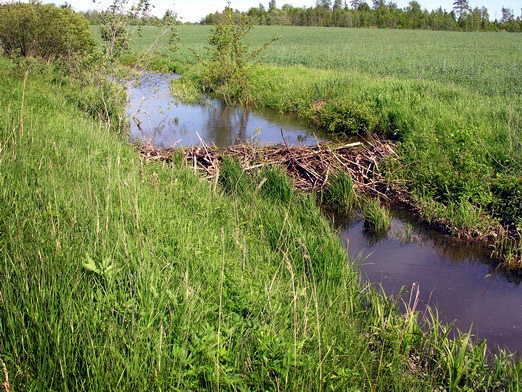
Beverdam in Litouwen
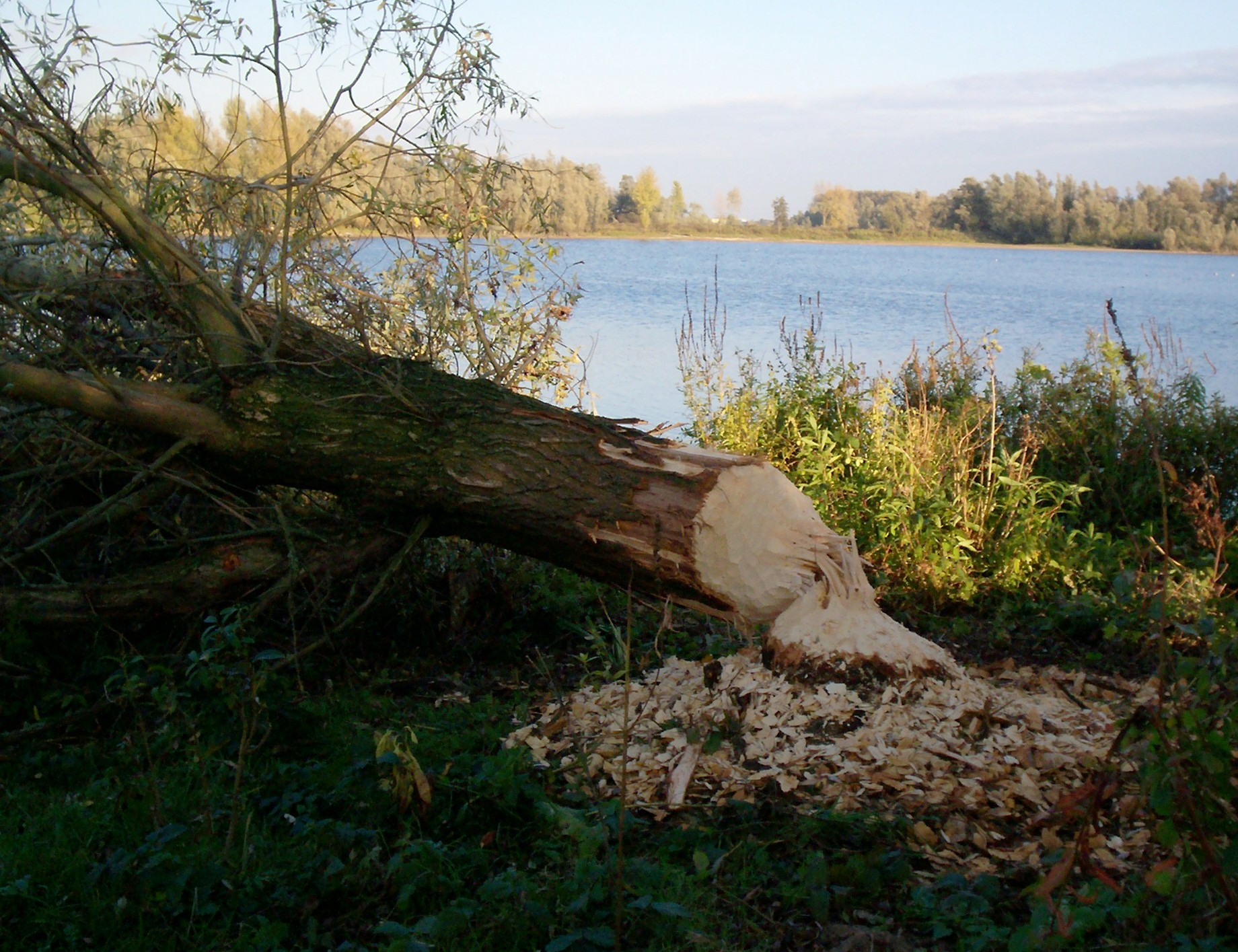
Gevelde wilg (50 cm)
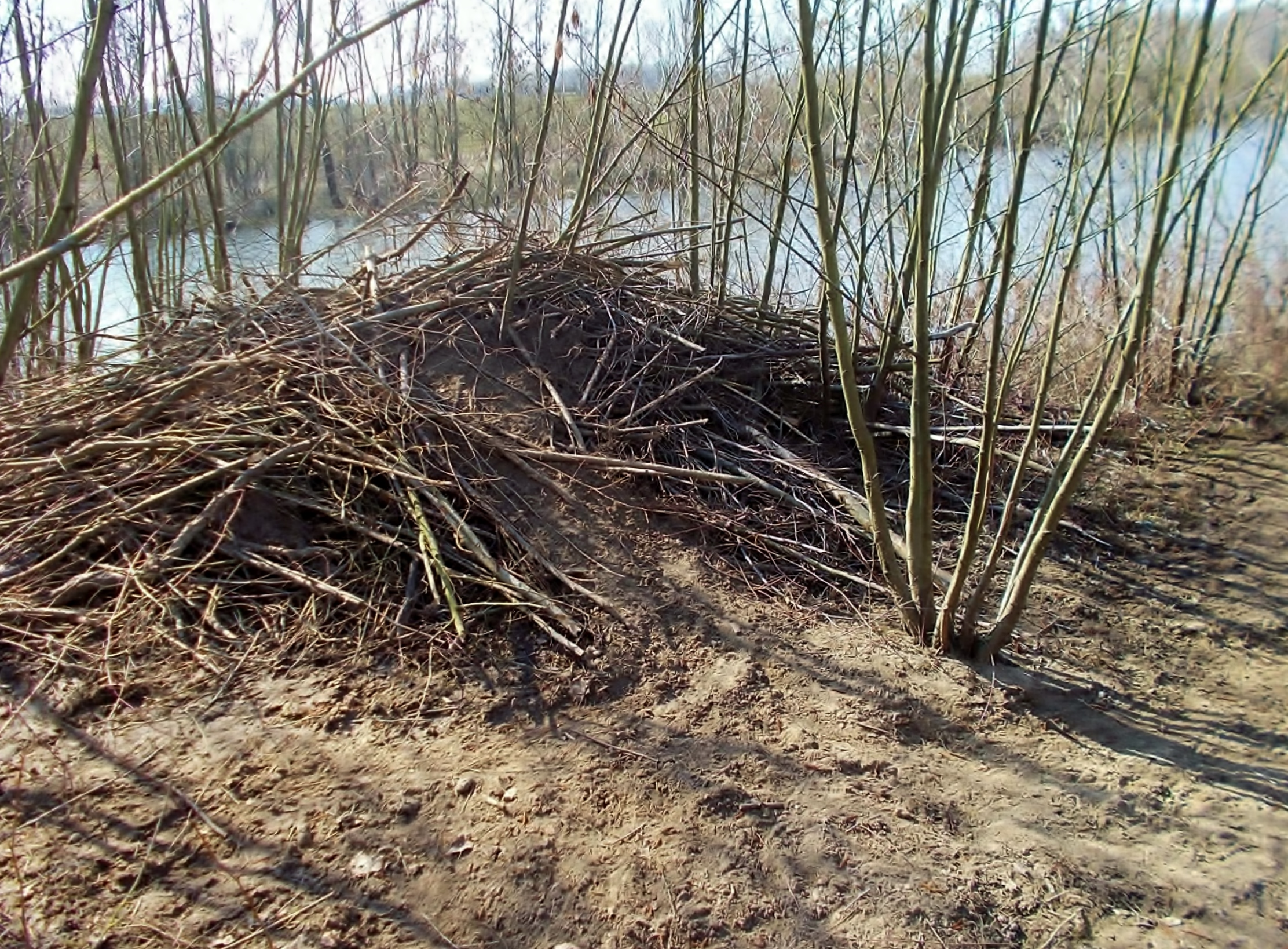
Beverburcht aan de IJssel
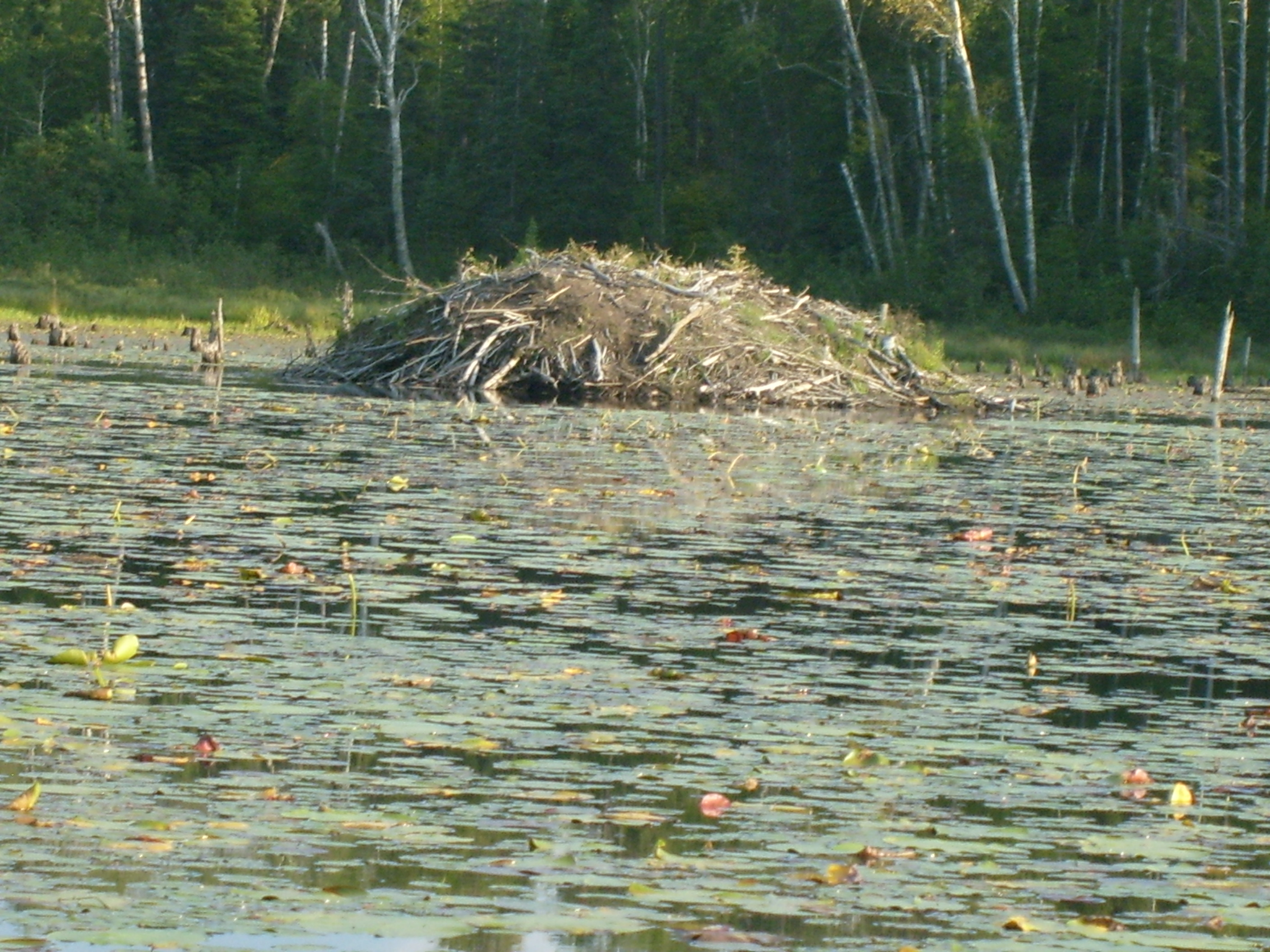
Beverburcht
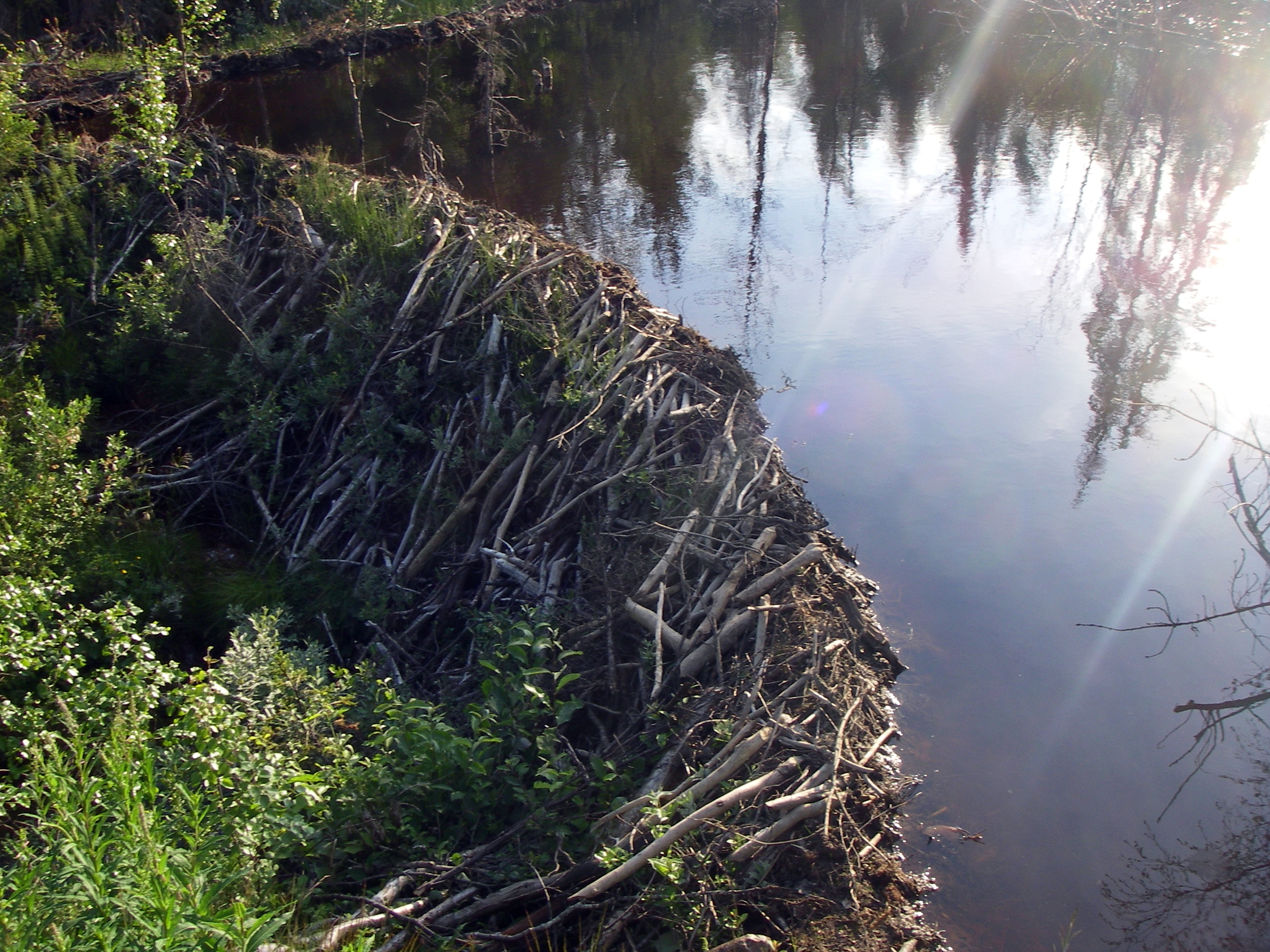
Beverdam in Zweden

## Bevers als voedsel
In het 16e-eeuwse Visboeck van Adriaen Coenen vermeldt deze auteur dat volgens een pauselijk gebod de staart en de achtervoeten van een bever tot de vissen mochten worden gerekend. Dit impliceerde dat men op vastendagen deze staart alsmede de voeten mocht eten. Maar, voegde Coenen eraan toe: het voorlijf niet. Dezelfde regel gold in een meer uitgebreide zin ook voor een otter.